# Джокич, Мирослав
Мирослав Джокич (Джёкич; макед. Мирослав Ѓокиќ; род. 17 января 1973, Югославия) — македонский футболист, нападающий. Выступал за сборную Республики Македонии.

## Биография
О выступлениях до 23-летнего возраста сведений нет[уточнить]. В сезоне 1996/97, выступая за «Силекс» (Кратово), стал чемпионом и обладателем Кубка Республики Македонии, а также победил в гонке бомбардиров чемпионата с 16 голами, разделив первое место с Ванчо Мицевским. Продолжал выступать за «Силекс» три с половиной сезона, завоевал ещё один чемпионский титул (1997/98) и серебряные медали (1998/99). Осенью 1999 года забил 8 голов в 7 матчах чемпионата страны, после чего покинул команду.
В весенней части сезона 1999/00 играл в высшем дивизионе Хорватии за клуб «Истра» (Пула), провёл 11 матчей и забил один гол.
Вернувшись в бывшую югославскую Республику Македонию, стал выступать за клуб «Победа» (Прилеп), где провёл три сезона, дважды становился бронзовым призёром чемпионата (2000/01, 2002/03) и один раз — обладателем Кубка страны (2001/02). В сезоне 2001/02 во второй раз в карьере стал лучшим бомбардиром чемпионата Республики Македонии, забив 22 гола.
В конце карьеры выступал за клубы «Маджари Солидарность» и «Слога Югомагнат». В 32-летнем возрасте прекратил выступления на высоком уровне.
Дебютный матч за сборную Республики Македонии сыграл 27 ноября 1996 года против Мальты, заменив на 80-й минуте Артима Шакири. Первые голы забил в своей второй игре, 20 августа 1997 года, сделав «дубль» в ворота Румынии (2:4) после выхода на замену. Всего в 1996—2002 годах сыграл 8 матчей за сборную и забил два гола.